# 幸福邨
幸福邨（英語：Fortune Estate）是香港一条公共屋邨，位於九龍深水埗區長沙灣幸祥街8號，項目編號為KL74NR，於2001年落成入伙；現由領先物業服務有限公司負責屋邨管理。
幸俊苑（英語：Hang Chun Court）是深水埗區的居者有其屋屋苑之一，在幸福邨旁邊，共有兩座樓宇，在2001年落成。
幸福邨及幸俊苑均由房屋署總建築師（3）負責設計。

## 歷史與簡介
幸福邨因幸福街而得名，幸福邨的英語名稱為「Fortune Estate」，當中「Fortune」意為「幸福」，是採用意譯法命名，此命名方法在房委會公共屋邨之中較為罕見，因為大部份房委會及房屋協會的公共屋邨是依據屋邨漢字名稱（不計「邨／苑」）而採用廣東話羅馬拼音為英語名稱（即是香港政府粵語拼音）。
幸福邨及幸俊苑的原址是幸福街臨時房屋區，隨著時代進步、狹小的居住單位已不合時宜，加上臨時房屋區的單位內沒有獨立的洗手間設備，所以政府於1998年開始，全面清拆臨時房屋區。
幸福街臨時房屋區清拆後建成了幸福邨及幸俊苑，本邨的居民主要是受長沙灣邨及元州邨重建影響的居民。其中本邨的福月樓，所採用了特別設計和諧型，並相連兩座附翼大廈，這樣可反映出受長沙灣邨、大坑東邨及元州邨重建影響的居民都是以長者和1-2人家庭為主，同時亦是全港唯一一座使用標準和諧式單位設計的特別設計和諧式大廈（同屬特別設計和諧式大廈的牛頭角上邨採用非標準新和諧單位設計）。
值得一提是，據前立法會議員馮檢基在1990年代末於東方日報專欄中表示，幸福邨地段本來是用來興建休憩公園的，而公共房屋的興建則會在長沙灣邨原地重建，但在區議會及房屋署多次商討下，使原長沙灣邨居民（幸福邨為長沙灣邨的最主要接收邨）不用搬離原有長沙灣生活圈，決定將原擬建公園的用地改為興建公共房屋。而原長沙灣邨用地，則曾改作高爾夫球練習場，後來重建成為麗翠苑，與此同時，屬前長沙灣警察宿舍之用地，則重建為長沙灣邨；至此，兩個地段最終亦用作興建公營房屋。

## 屋苑資料

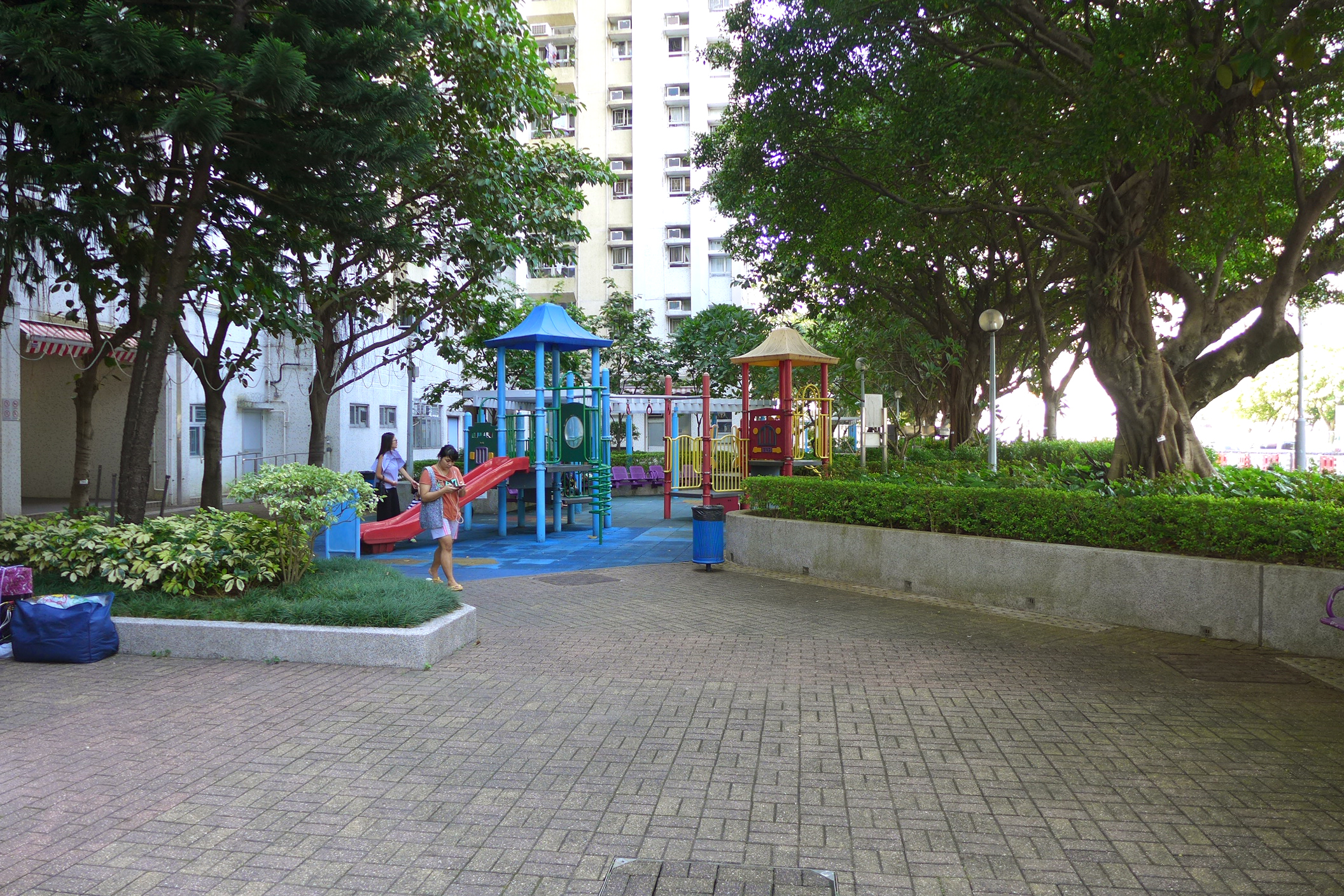
兒童遊樂場（2016年9月）

### 幸福邨
| 樓宇名稱（座號） | 樓宇類型                                      | 落成年份 | 層數 | 每層伙數                   | 每座單位總數（伙） | 建築師              | 承建商           | 提供升降機的廠商 |
| ---------------- | --------------------------------------------- | -------- | ---- | -------------------------- | ------------------ | ------------------- | ---------------- | ---------------- |
| 福日樓（C座）    | 和諧一型第六款（第三代後期） 連新和諧附翼四型 | 2001年   | 40   | 28（1-20樓） 20（21-40樓） | 959                | 房屋署總建築師（3） | 耀榮建築有限公司 | 迅達             |
| 福月樓（D座）    | 特別設計和諧式大廈 連兩座新和諧附翼三型       | 2001年   | 27   | 32（1-20樓） 13（21-27樓） | 731                | 房屋署總建築師（3） | 耀榮建築有限公司 | 富士達           |
| 福明樓（E座）    | 小型單位大廈一型 （和諧式設計）               | 2001年   | 20   | 21（2樓） 23（3-20樓）     | 435                | 房屋署總建築師（3） | 耀榮建築有限公司 | 富士達           |

（註：因發展計劃內的第A及B座屬於居者有其屋計劃屋苑 - 幸俊苑的關係，故此略去有關座號並於下表列出。上述座號是以房委會Estate Property的記錄為依歸。）

### 幸俊苑
| 樓宇名稱（座號） | 樓宇類型 | 落成年份 | 樓宇層數 （住宅層數） | 每層伙數 | 每座單位總數（伙） | 建築師              | 承建商   | 提供升降機的廠商 |
| ---------------- | -------- | -------- | --------------------- | -------- | ------------------ | ------------------- | -------- | ---------------- |
| 俊禮閣（A座）    | 新十字型 | 2001年   | 37（1-37樓）          | 10       | 370                | 房屋署總建築師（3） | 俊和集團 | 迅達             |
| 俊賢閣（B座）    | 新十字型 | 2001年   | 37（1-37樓）          | 10       | 370                | 房屋署總建築師（3） | 俊和集團 | 迅達             |

另外，幸俊苑及幸福邨分別建有一座樓高六層，及一座樓高五層的停車場；而福明樓的地基為一個樓高兩層的商場 - 幸福商場（詳見下文）。這些設施建築均與上方樓宇同樣採用富士達升降機產品。

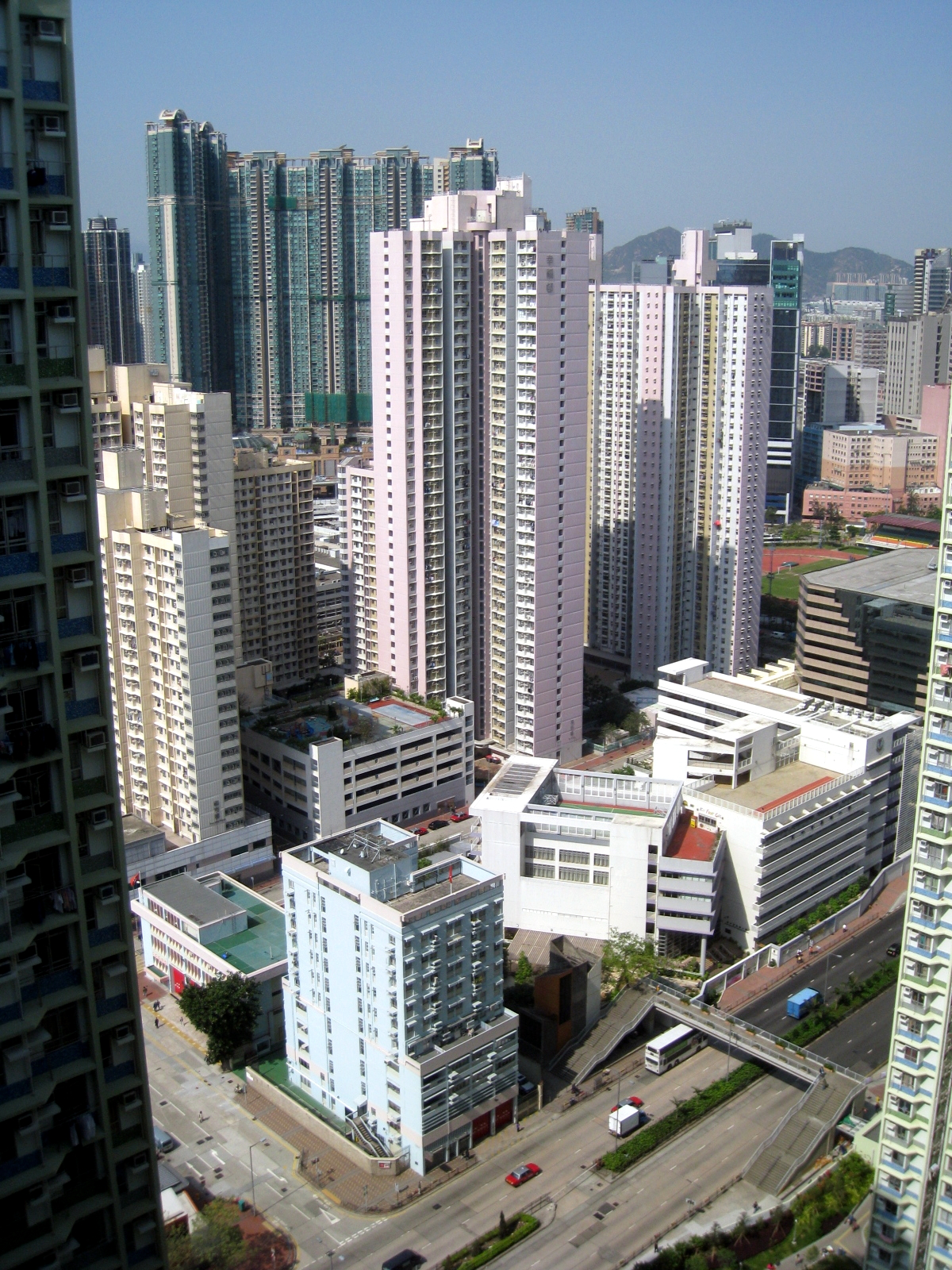
長沙灣救護站、幸俊苑與聖公會基福小學（2009年3月）
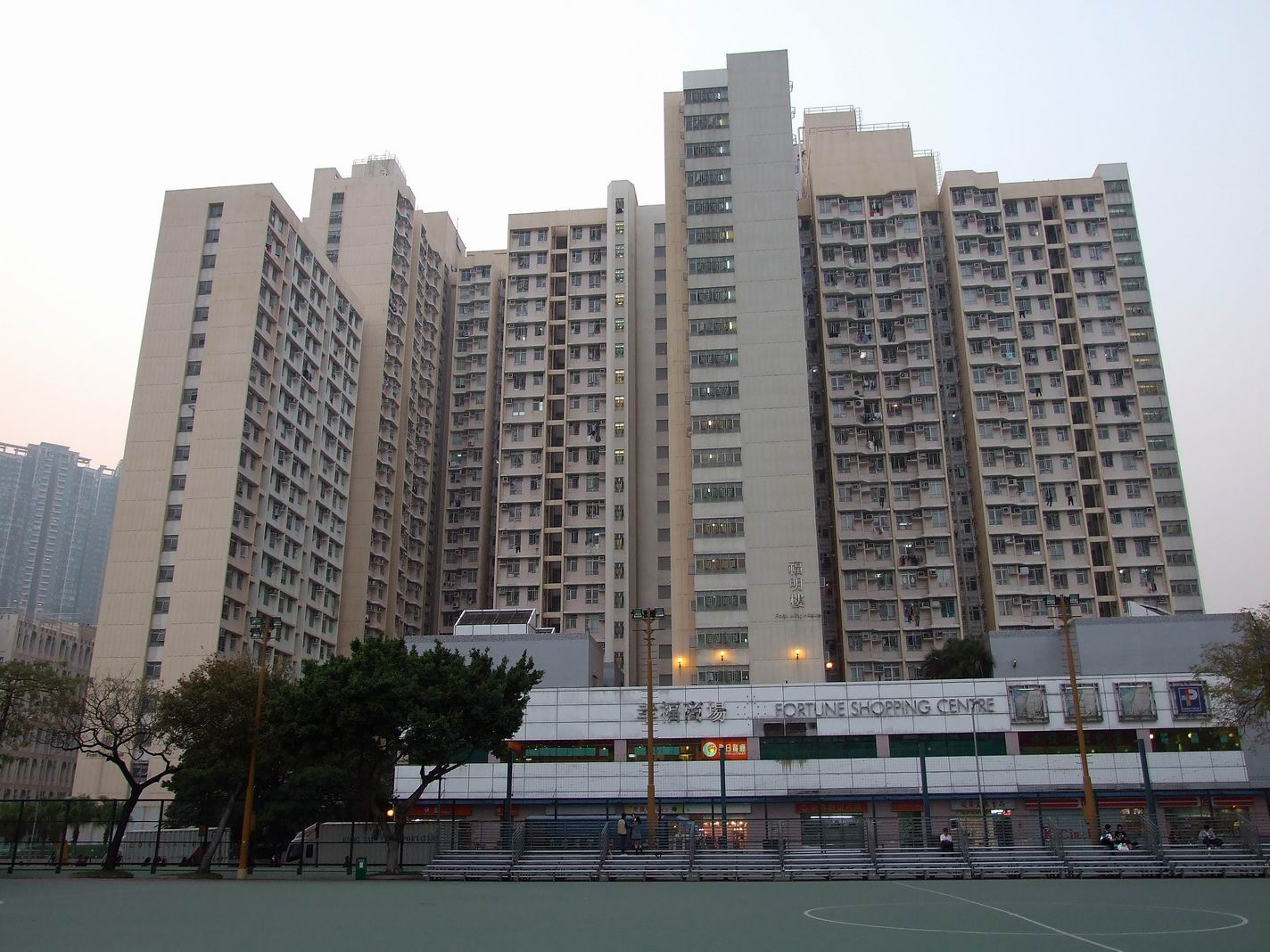
幸福邨福明樓（2007年12月）
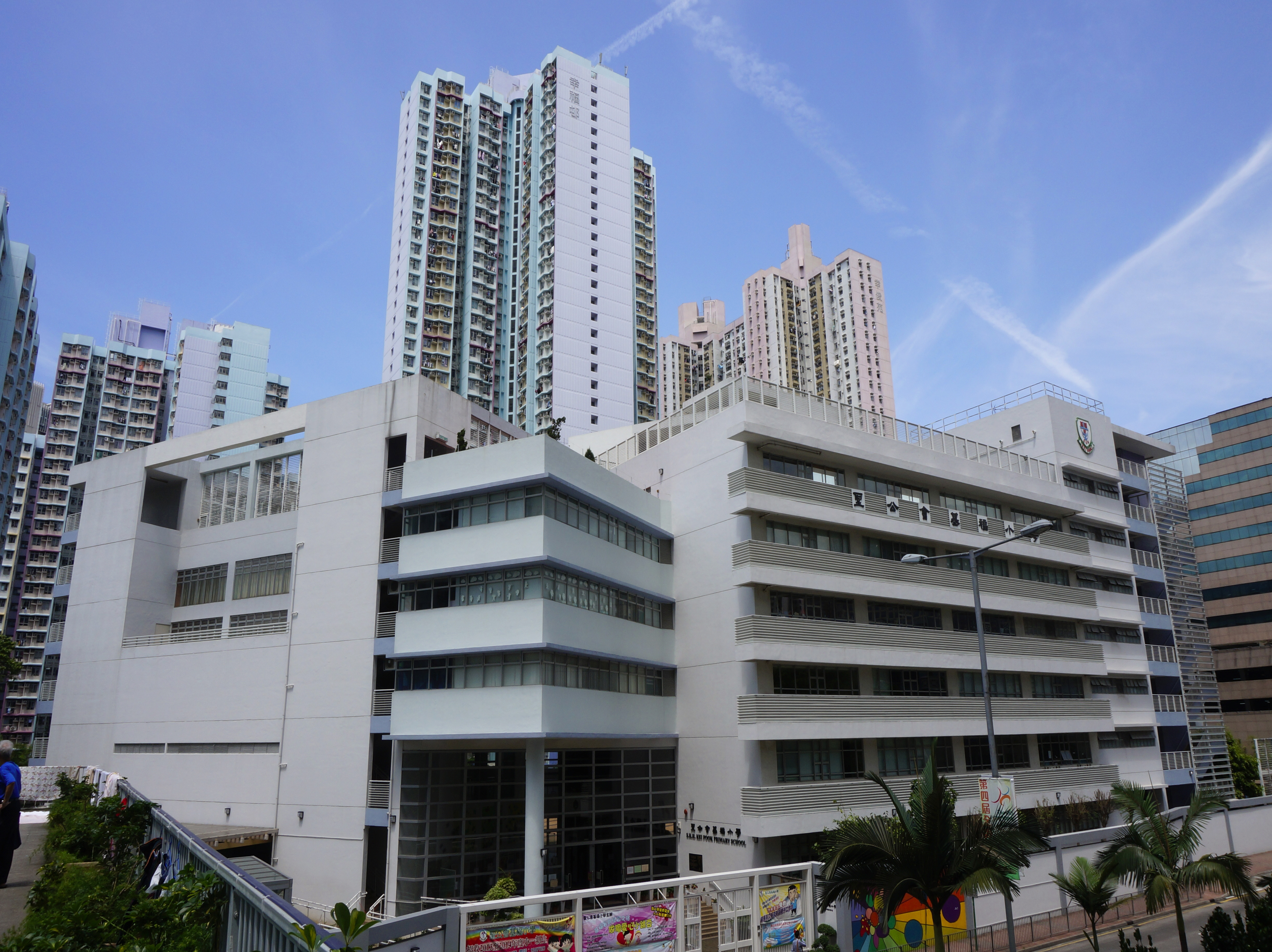
幸福邨、幸俊苑與聖公會基福小學（2013年5月）
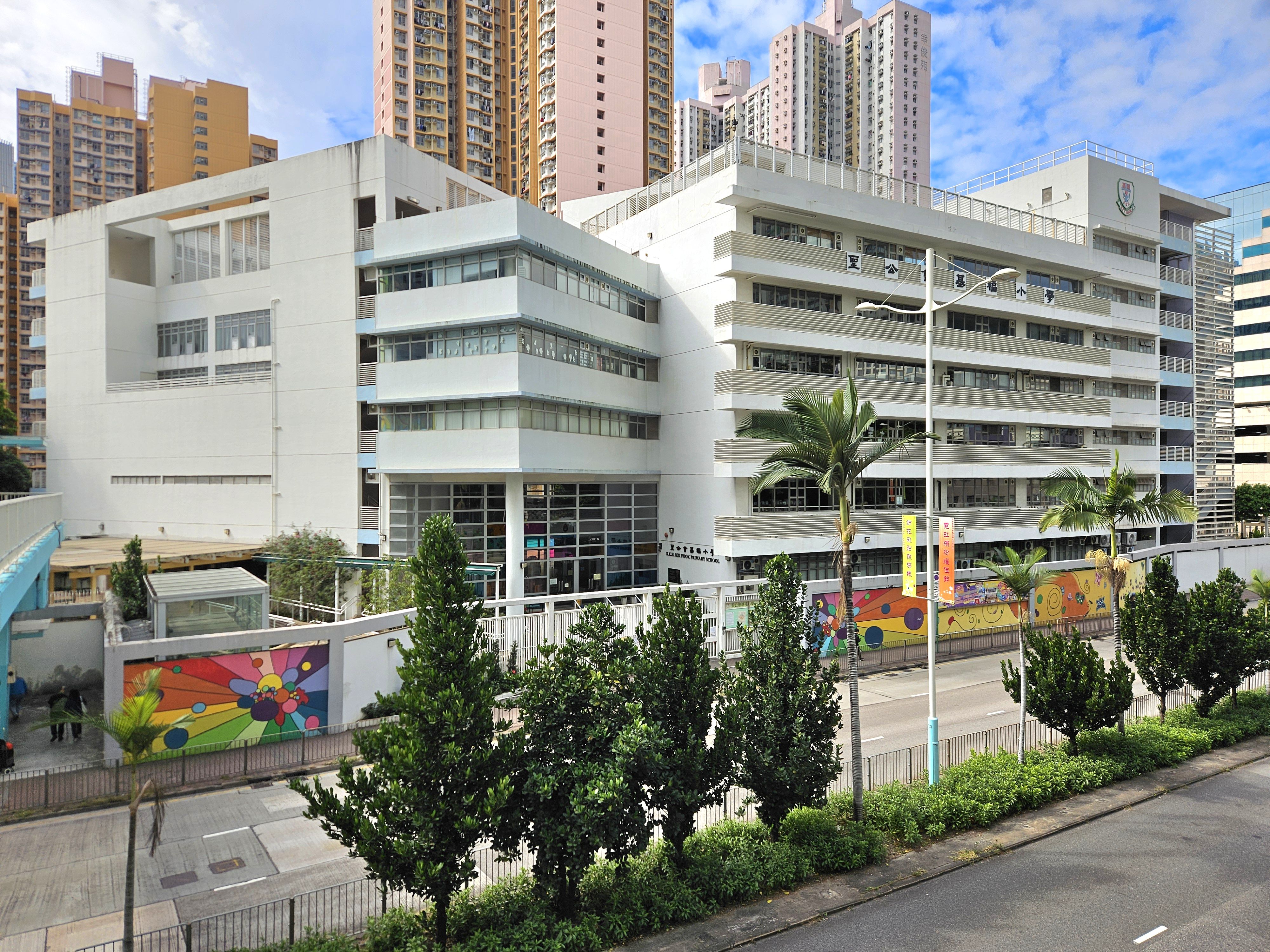
聖公會基福小學（2024年12月）
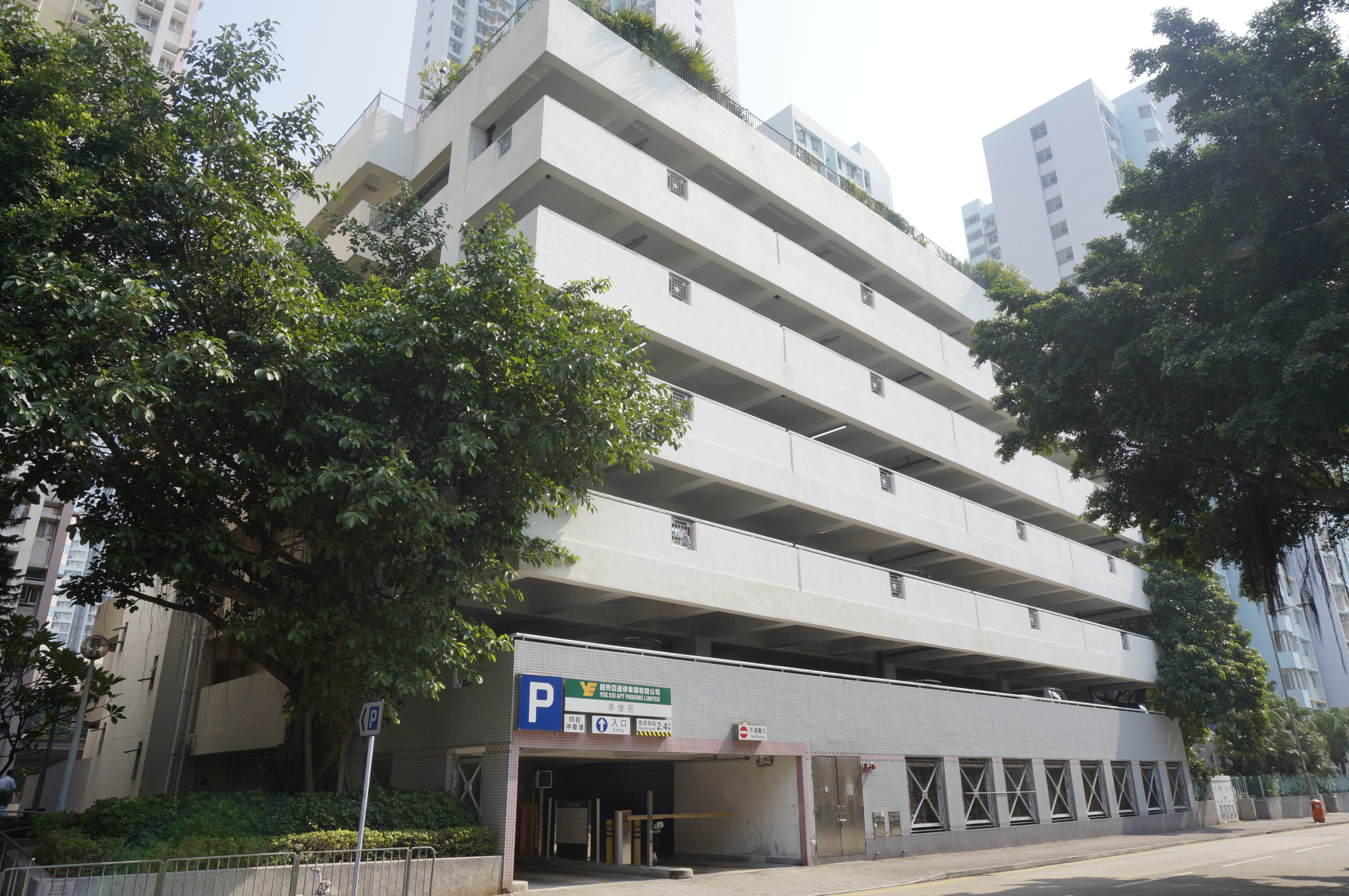
幸俊苑停車場外貌（2013年10月）
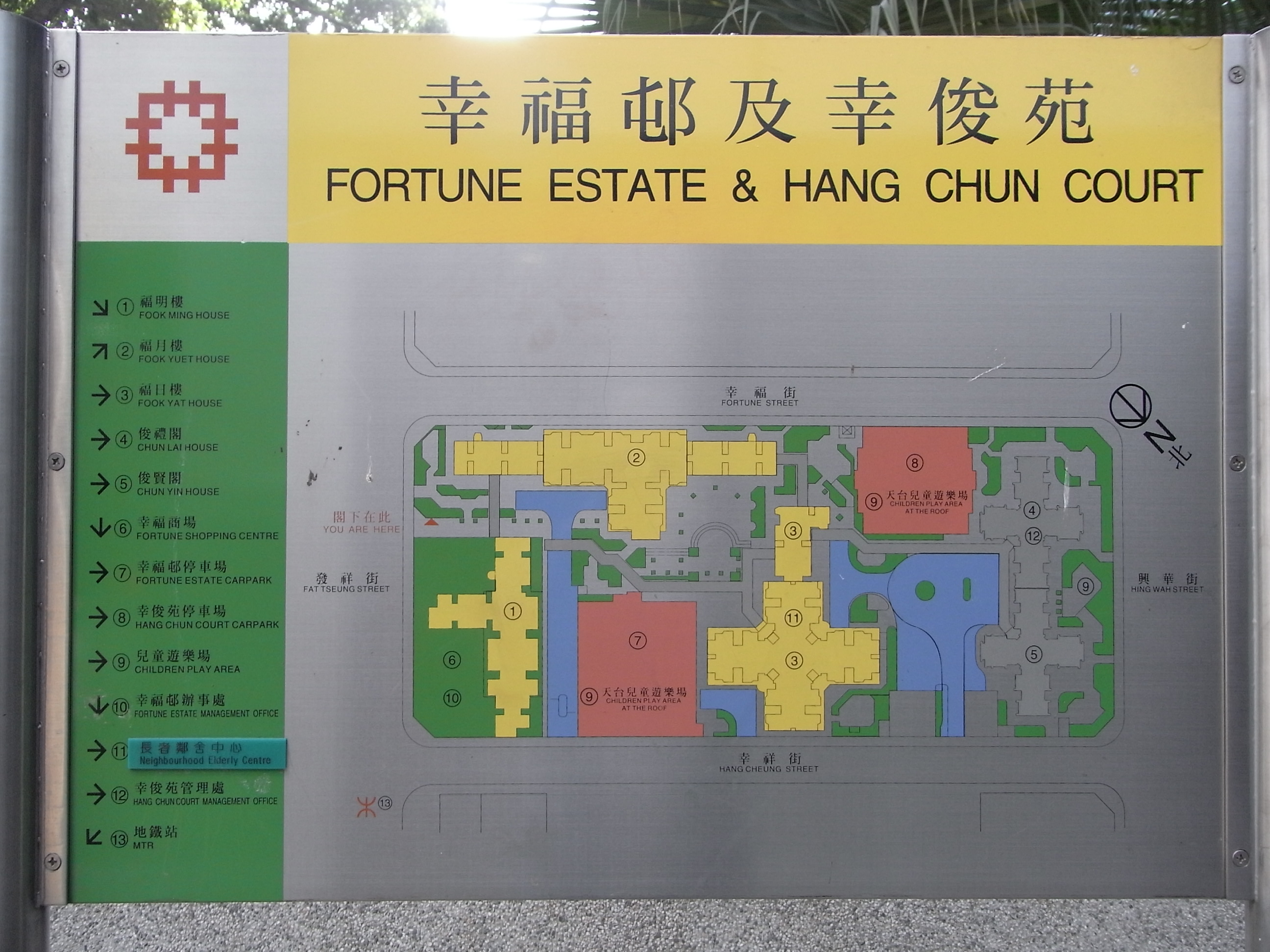
幸福邨及幸俊苑地圖（2010年1月）
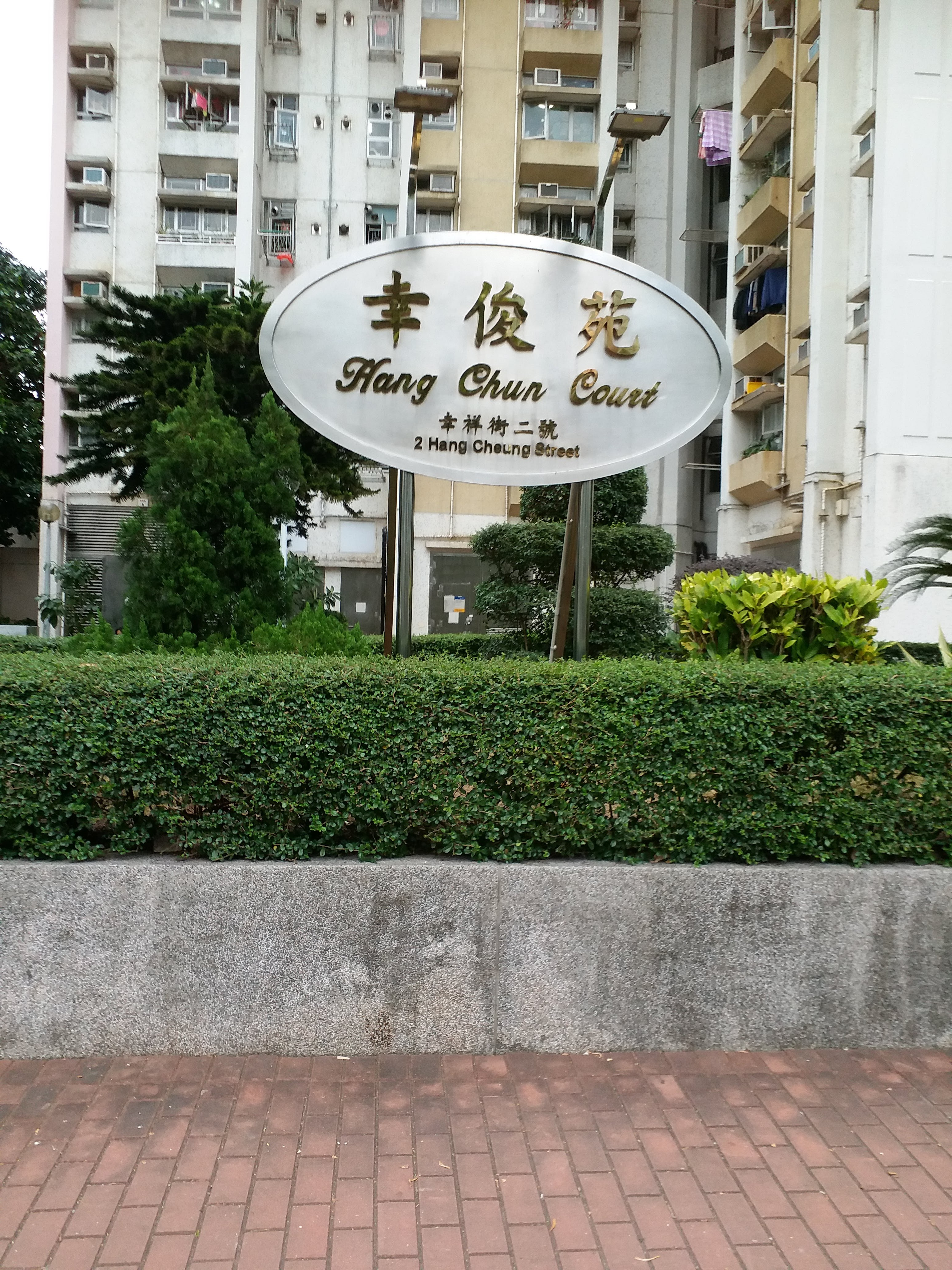
幸俊苑屋苑門牌
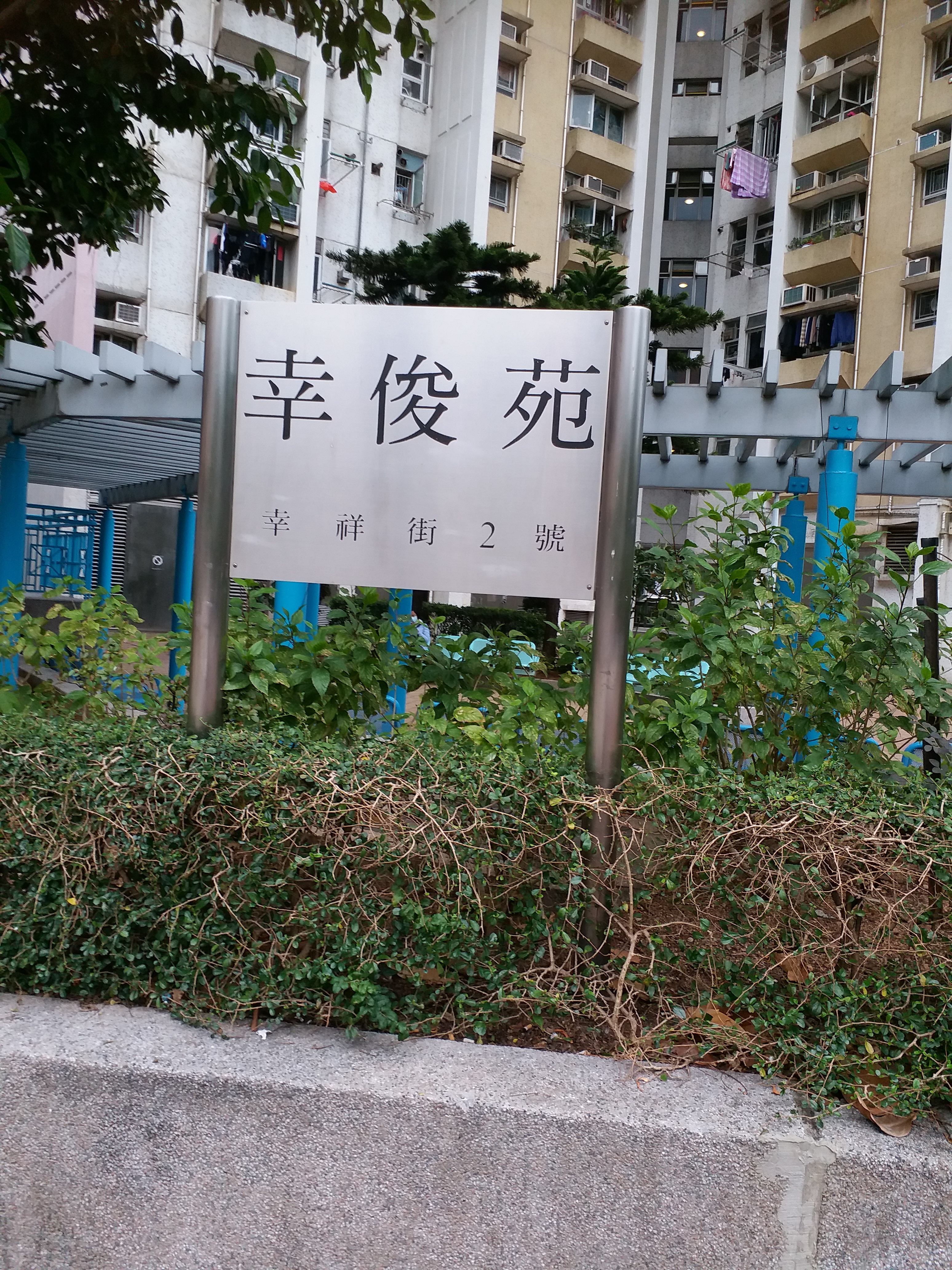
幸俊苑另一屋苑門牌

### 幸福商場
幸福商場樓高2層，設多間日用品商店，包括百佳超級市場、7-11便利店、香港專業滾軸溜冰鞋專門店、屋苑智能迷你倉、參茸海味行、文具店、中醫診所和眼鏡店等。食肆包括賓墟茶餐廳、包點先生、PHD薄餅博士、手作功夫茶、君日餐廳、大家樂、聖安娜餅屋等。

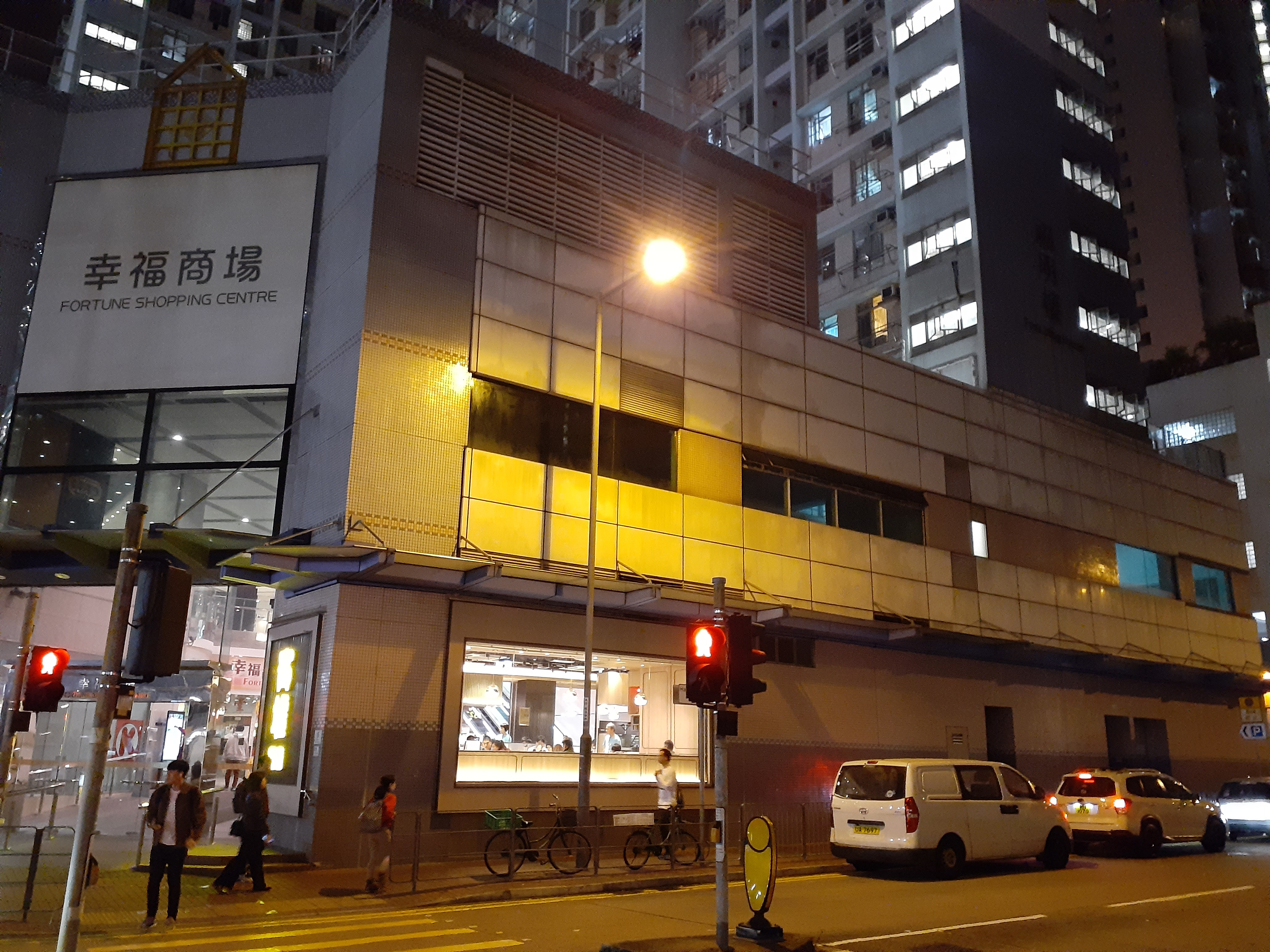
幸福商場外貌（2020年1月）
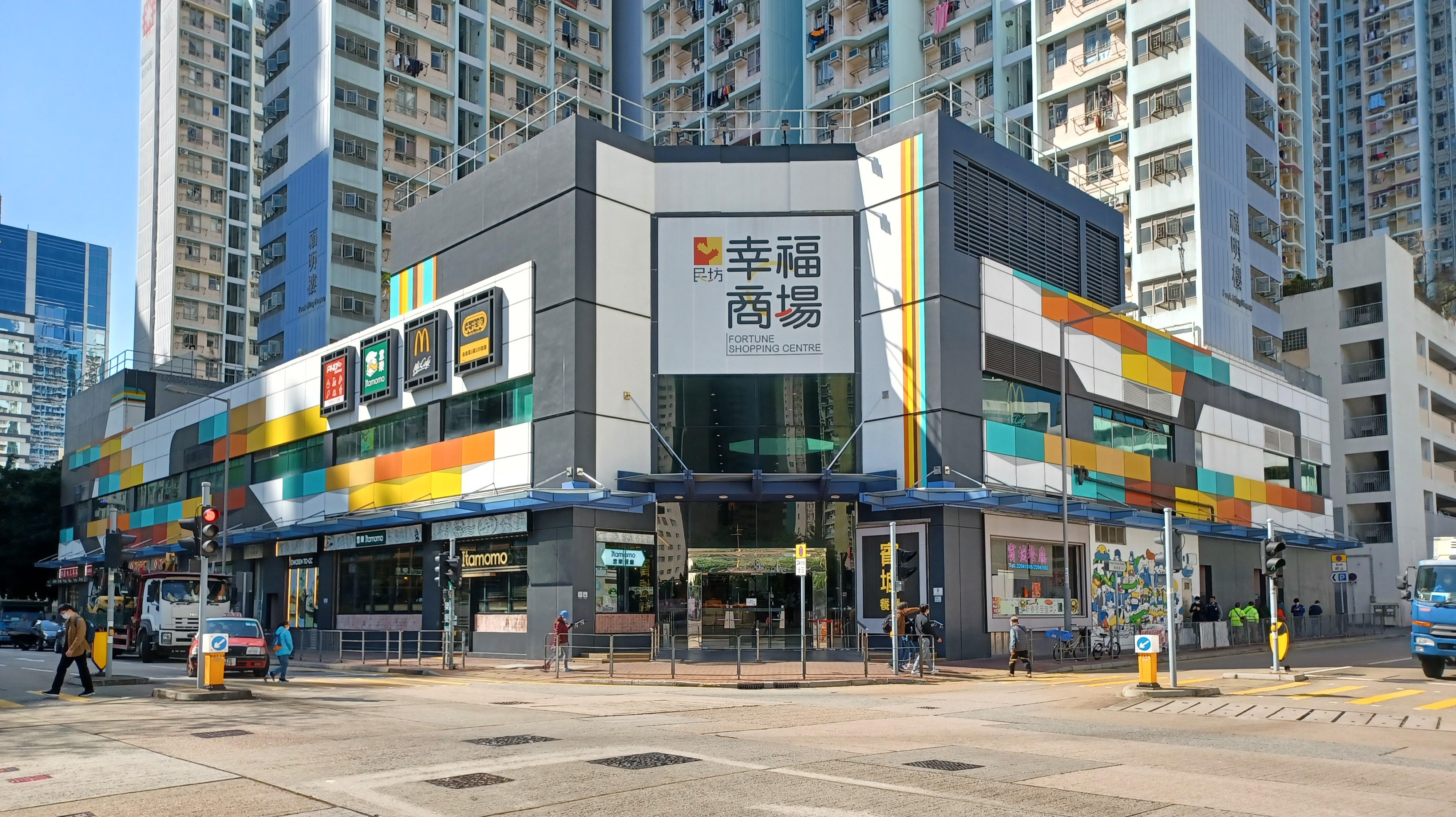
幸福商場外觀（2023年1月）
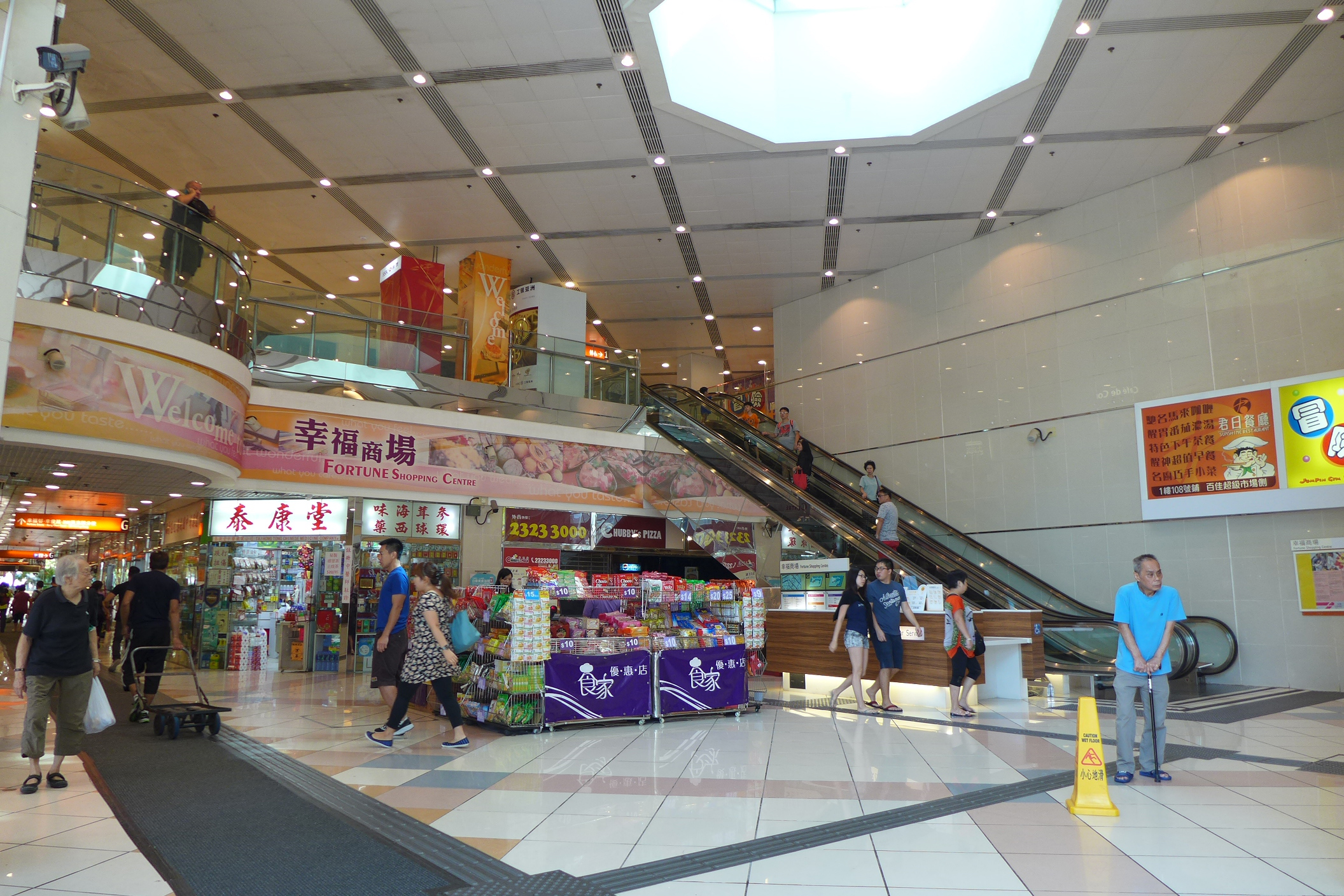
幸福商場中庭（2016年9月）
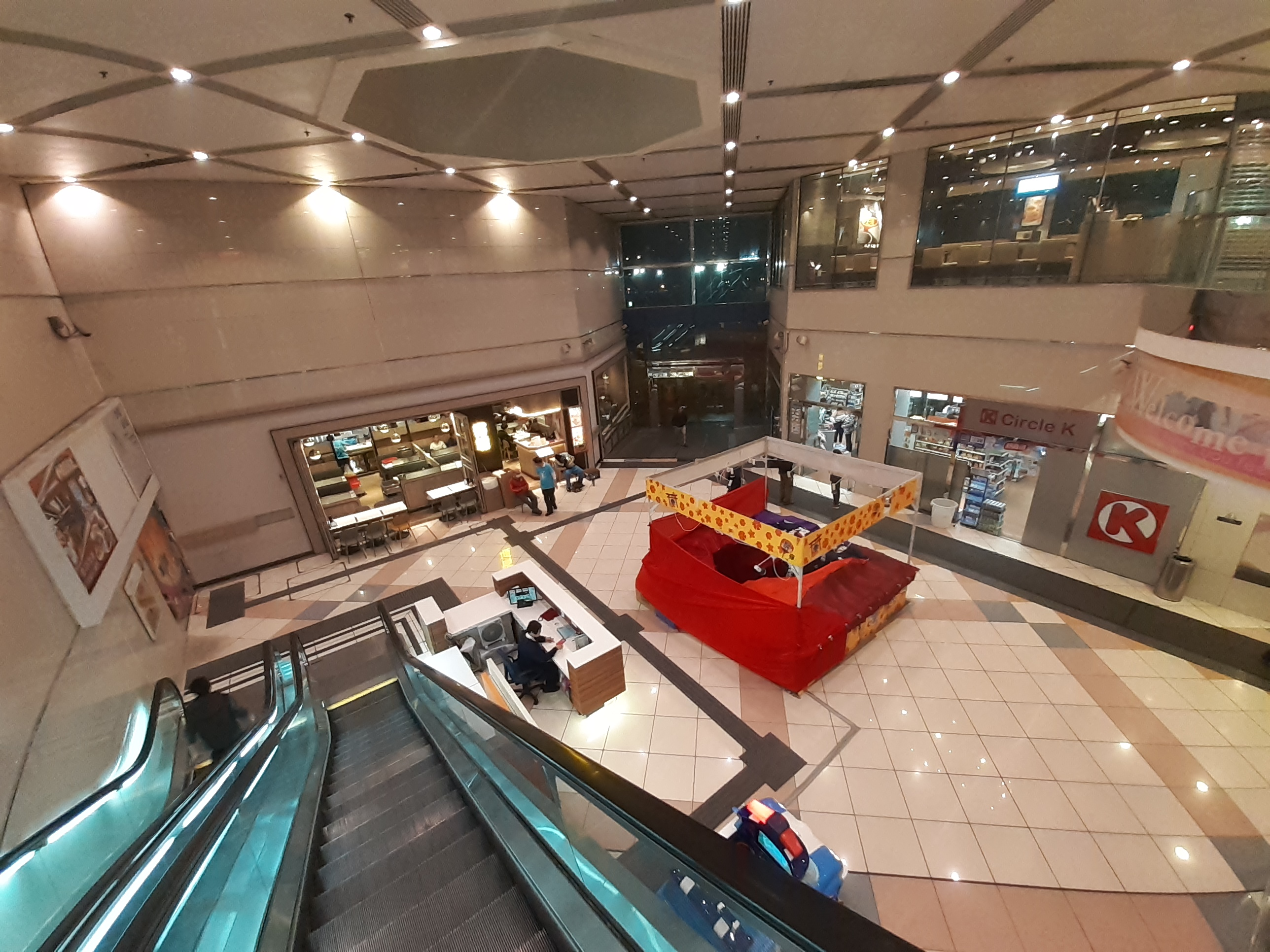
另一角度的中庭（2020年1月）
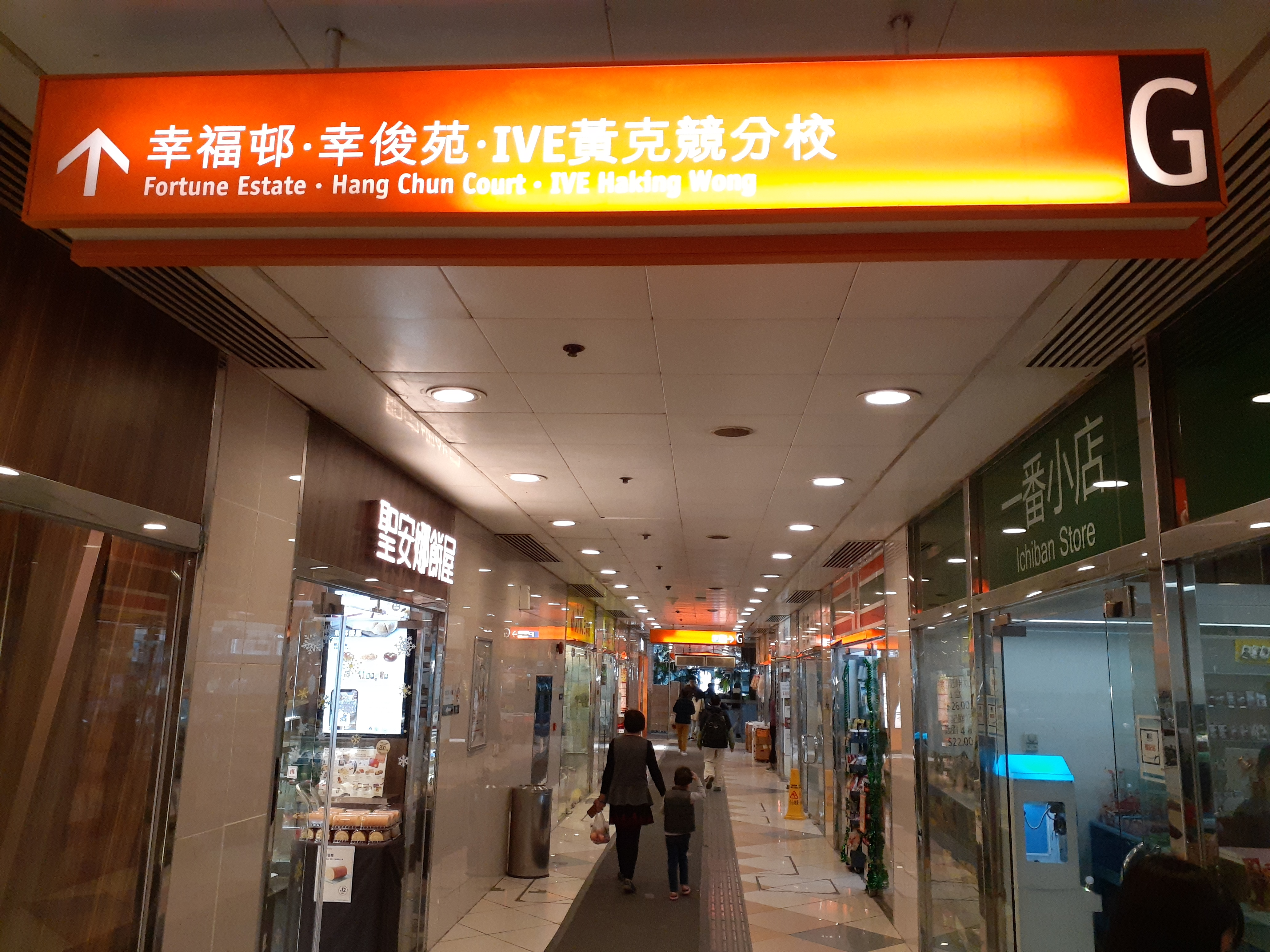
幸福商場地下通道（2019年12月）
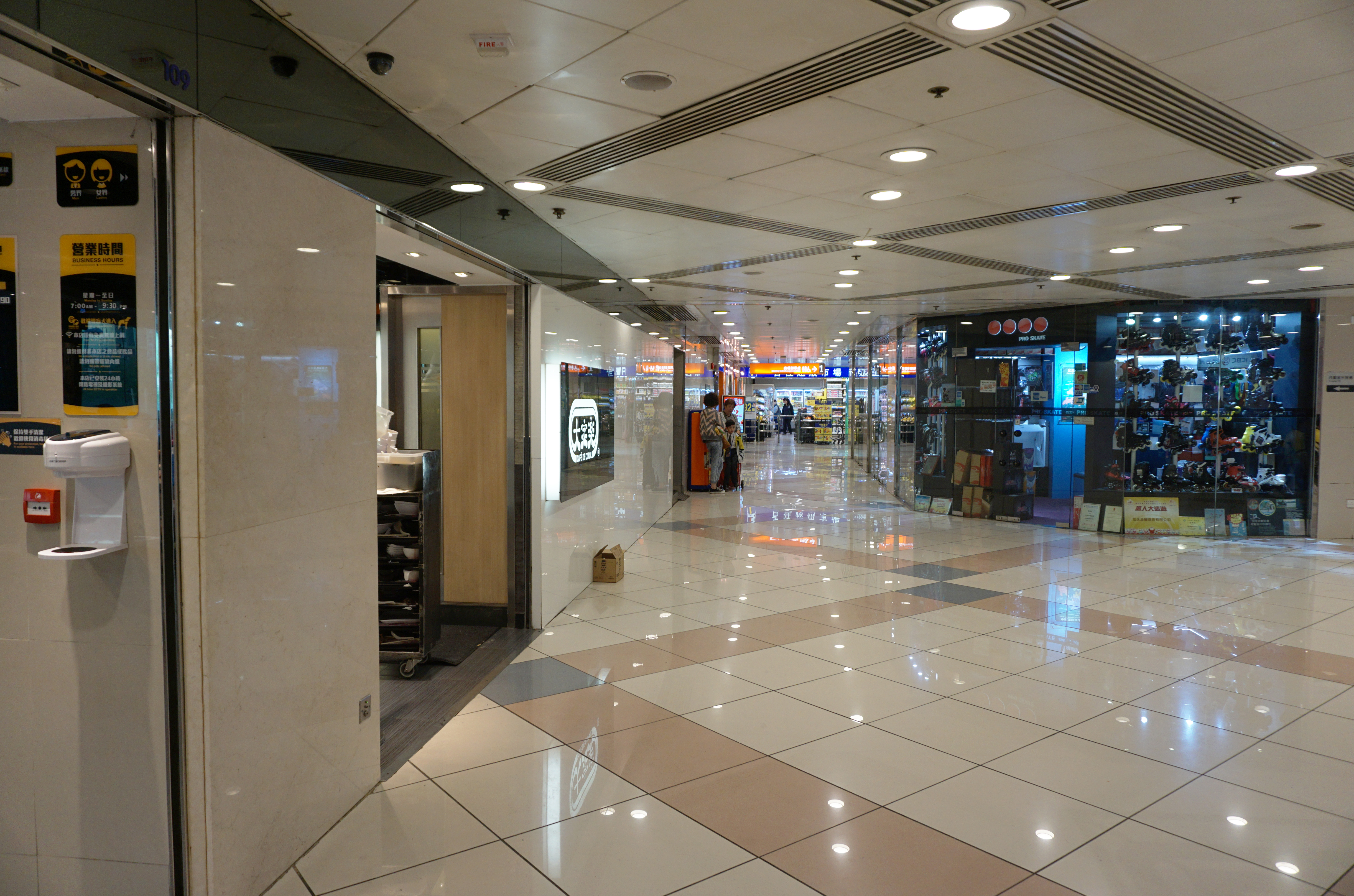
幸福商場內貌（2018年）
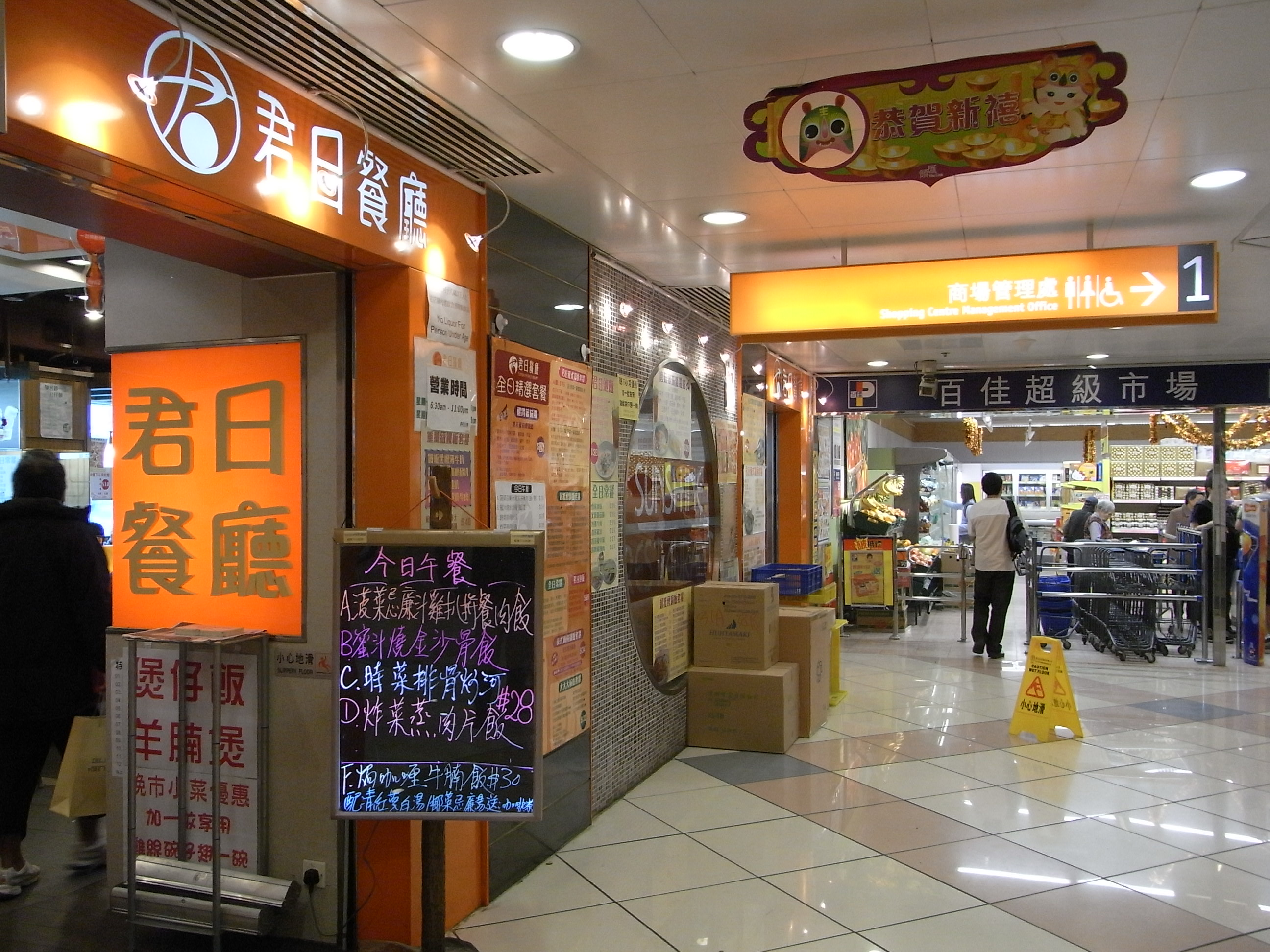
幸福商場一樓通道（2010年1月）
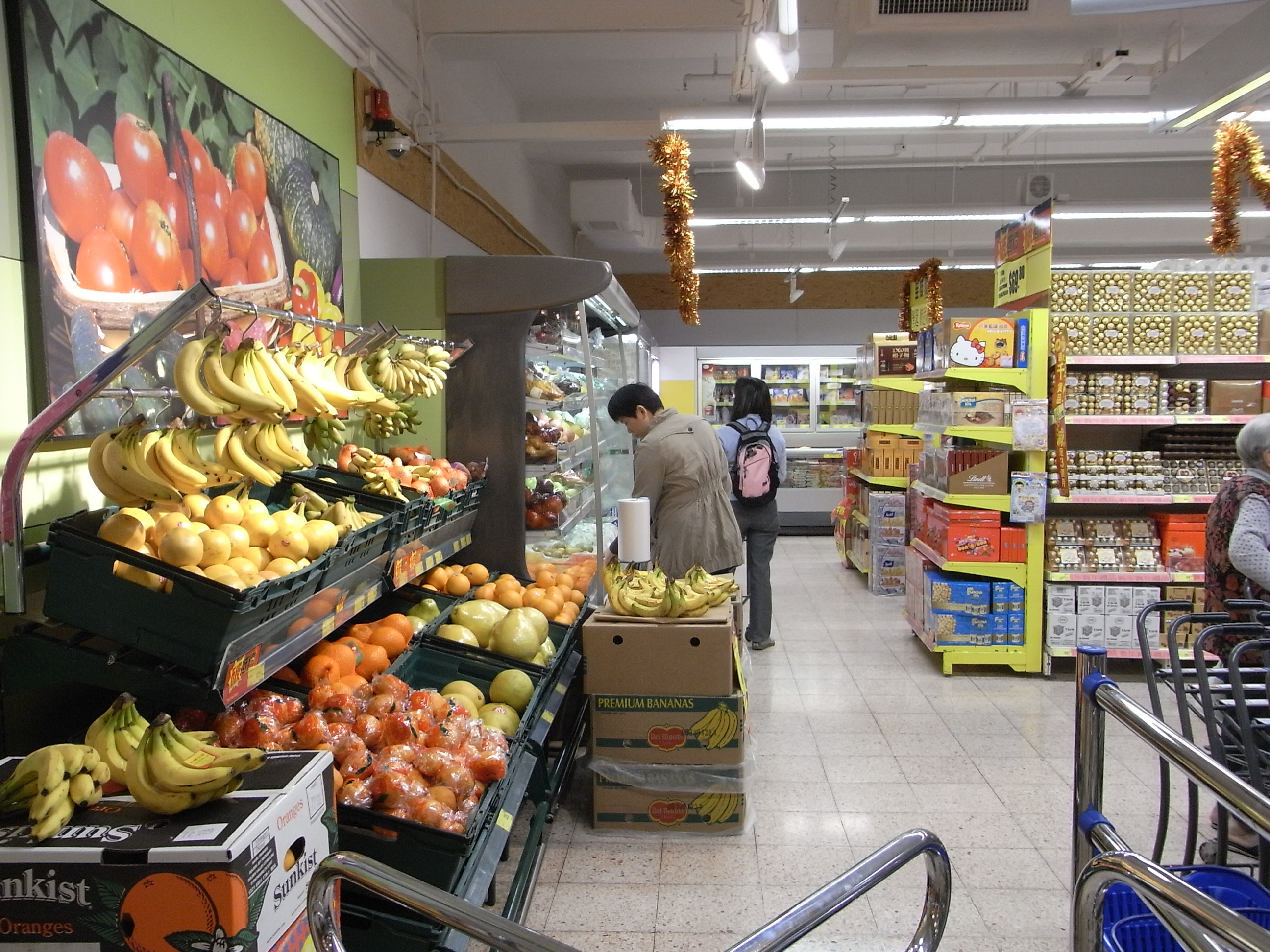
幸福商場的百佳超級市場水果部（2010年1月）

### 福利設施
- 香港基督教服務處幸福長者鄰舍中心 （页面存档备份，存于）（位於福日樓地下）

### 區議員辦事處
- 張德偉議員辦事處：福日樓地下25室[14]

已結業
- 徐溢軒議員辦事處：福日樓地下25號[15]

## 附近屋苑
- 麗翠苑
- 元州邨
- 長沙灣邨

## 爭議

### 無家者獲派爛地公屋 房署一度拒補修
2022年11月，一名無家者獲派由房署翻新的單位，不過收樓後發現單位內的地台不平而令他難眠，只能在廚房打地鋪。他曾經向房署投訴超過一個月，但署方拒絕跟進。到媒體曝光後才派人上門修補。測量師學會前會長何鉅業批評原先翻新工程屬「未完工狀態」，房署理應不驗收。而協助個案的社區組織協會幹事吳衛東表示事件反映房署監督外判承建商不力。不過房署重申工程有監管制度，但沒有正面回應該單位有否妥善驗收，也沒有記錄空置單位翻新工程投訴數字。

## 外部連結
- 房委會物業位置及資料 幸福邨 （页面存档备份，存于）
- 房委會物業位置及資料 幸福邨 （页面存档备份，存于）
- 房委會物業位置及資料 幸俊苑